# Alonso Martínez de Espinar

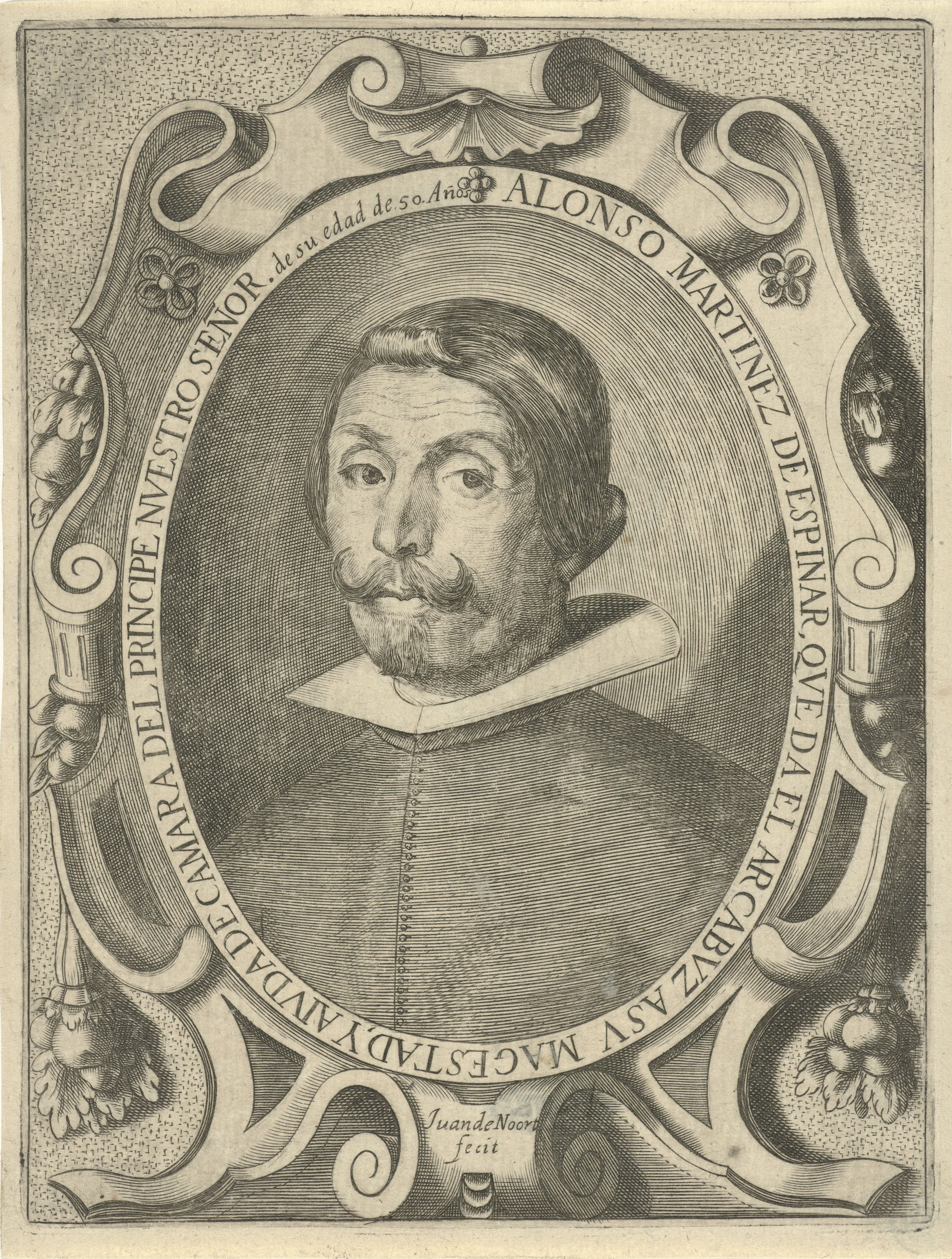
Retrato de Alonso Martínez de Espinar por Juan de Noort, lámina calcográfica incorporada a su Arte de ballestería y montería, 1644.

Alonso Martínez de Espinar (Madrid, 5 de mayo de 1588-14 de mayo de 1682), ballestero real, autor de un célebre tratado de caza, el Arte de ballestería y montería (Madrid, 1644), dedicado al príncipe Baltasar Carlos del que se titula ayuda de cámara.
Hijo del también ballestero de la casa real Cristóbal Martínez de Espinar, en su testamento, fechado el 10 de julio de 1680 —documento que fue dado a conocer por el marqués de Saltillo— declaraba haber sido ayuda de cámara de su majestad «de más de ochenta años a esta parte», aunque su ocupación parece haber sido la de cargar el arcabuz del rey hasta pocos años después del nacimiento del príncipe Baltasar Carlos, cuando pasó a ocupar una plaz de ayuda de su guardarropa. Como ayuda de cámara del príncipe de Asturias aparece retratado por Velázquez en La lección de equitación del príncipe Baltasar Carlos (Londres, Colección del duque de Westminster) haciendo entrega de una lanza al conde-duque de Olivares en presencia del montero mayor, Juan Mateos, y de los reyes, asomados a un balcón de palacio. También un retrato de busto del círculo velazqueño, conservado en el Museo del Prado, y otro con sombrero redondo del Museo del Greco de Toledo, representan supuestamente la efigie del arcabucero de Felipe IV, conocida por el grabado de Juan de Noort publicado en los preliminares de su tratado de caza.
Su Arte de ballestería, y montería, escrita con método, para escusar la fatiga, que ocasiona la ignorancia, enriquecido con portada calcográfica de tipo arquitectónico y los retratos del príncipe y del autor firmados por Juan de Noort, así como las cinco ilustraciones interiores, salió en Madrid, de las prensas de la Imprenta Real, en 1644, y fue reimpreso en Nápoles en 1739, por Francisco Ricciardo, impresor del Real Palacio, y nuevamente en Madrid, «De órden de S. M.», en 1761, por Antonio Marín.